# Solanezumab
Il solanezumab (LY2062430 secondo la Denominazione Comune Internazionale) è un anticorpo monoclonale umanizzato studiato dalla Eli Lilly and Company come possibile neuroprotettore nei pazienti affetti dalla malattia di Alzheimer. Il farmaco ha riscosso una grande attenzione mediatica e ha suscitato molte speranze in ambito terapeutico ma non è mai stato messo sul mercato, poiché gli studi clinici in fase III non hanno dimostrato un'efficacia significativa dell'anticorpo.

## Meccanismo di azione
L'azione del solanezumab è basata sulla cosiddetta ipotesi amiloidea, infatti l'anticorpo si lega al peptide betamiloide che, nei pazienti con Alzheimer, si accumula formando placche in determinate parti del cervello; ciò costituisce uno dei segni clinici della malattia fin dai suoi stadi precoci. Il solanezumab si lega all'epitopo centrale della betamiloide monomerica, ossia all'aminoacido KLVFFAED, con un'affinità già con quantità nell'ordine di grandezza delle picomoli (10-12 moli).
Il solanezumab è stato concepito come "trasportatore" della betamiloide, avendo lo scopo di facilitarne il deflusso da un'area cerebrale centrale verso un'area periferica; ciò favorirebbe non solo lo smaltimento periferico della betamiloide, ma anche (successivamente) quello dello stesso anticorpo. Le placche betamiloidee sono costituite prevalentemente dalla betamiloide-42; il solanezumab si lega alla betamiloide libera, favorendo la solubilizzazione della betamiloide-42, al fine di ripristinare l'equilibrio nel liquido cefalorachidiano.

## Studi clinici
Il solanezumab è stato testato in due diversi studi clinici di fase 3, chiamati Expedition 1 (NCT00905372) ed Expedition 2 (NCT00904683); entrambi gli studi erano randomizzati, in doppio cieco e prevedevano il confronto tra un gruppo di pazienti a cui veniva somministrato il farmaco e un gruppo di pazienti a cui veniva somministrato un placebo; il trattamento consisteva nella perfusione di solanezumab o di placebo ogni 4 settimane, per un trattamento della durata di 18 mesi. 1 012 pazienti si sono sottoposti allo studio Expedition 1 e altri 1 040 ne sono stati studiati nello studio Expedition 2. Nei due studi non si è osservata una differenza significativa nelle funzioni cognitive e nella memoria tra i pazienti trattati con il solanezumab ed i pazienti trattati con il placebo. Tuttavia, l'analisi del sottogruppo di pazienti affetti da una forma leggera o iniziale della malattia di Alzheimer ha mostrato un declino cognitivo inferiore (con una progressione più lenta del quadro clinico della malattia) nei pazienti a cui è stato somministrato l'anticorpo rispetto agli individui che hanno ricevuto il placebo. Nei pazienti affetti da Alzheimer in forma moderata o grave, invece, non si sono riscontrate differenze nella progressione clinica tra pazienti trattati con il solanezumab e pazienti trattati con il placebo.
Poiché i due studi sopracitati hanno mostrato un effetto benefico dell'anticorpo nei casi lievi della malattia di Alzheimer, la casa farmaceutica Eli Lilly ha lanciato uno studio clinico di fase III, chiamato Expedition 3 (NCT01900665). Lo studio sul trattamento anti-amiloide nei pazienti affetti da forme asintomatiche (o presintomatiche) della malattia di Alzheimer era volto a valutare se il solanezumab potesse rallentare il declino mentale nelle persone anziane che ancora non presentavano deficit cognitivi ma che presentavano concentrazioni elevate di betamiloide; i pazienti hanno ricevuto 400 mg di solanezumab ogni 4 settimane per 80 settimane in totale, potendo allungare la durata del trattamento a 208 settimane a discrezione individuale. Questo studio però non ha mostrato un'efficacia significativa della somministrazione del farmaco in questo gruppo di pazienti.